# Birken (Neunkirchen-Seelscheid)
Birken ist ein Ortsteil der Gemeinde Neunkirchen-Seelscheid im Rhein-Sieg-Kreis.

## Lage
Birken liegt auf einem Höhenrücken im Bergischen Land zwischen Wahnbachtal und Bröltal. Nachbarorte sind Wolperath im Norden, Remschoß im Süden und Schöneshof im Osten.

## Geschichte
Das Dorf gehörte bis 1969 zur Gemeinde Neunkirchen.
1830 hatte Birken 31 Einwohner. 1845 hatte der Hof 32 katholische Einwohner in fünf Häusern. 1888 gab es 31 Bewohner in acht Häusern.
1910 wohnten in Birken die Ackerer Wilhelm Kißel, Johann Knecht, Peter Josef Knecht und Peter Josef Kolf, Tagelöhner Wimar Meis, Ackerer Johann Scharrenbroch, Ackerin Witwe Peter Schwellenbach, Schneider Wilhelm Schwellenbach und Ackerer Johann Stauff.